# Мъжки времена
„Мъжки времена“ е български игрален филм (драма) от 1977 година на режисьора Едуард Захариев, по сценарий на Николай Хайтов. Оператор е Радослав Спасов. Художник е Ангел Ахрянов. Музиката във филма е композирана от Кирил Дончев. 
Сценарият е написан по разказите „Мъжки времена“ и „Сватба“ на Николай Хайтов.

## Сюжет
В миналото, когато се развива действието на филма, краденето на моми е занаят, обичай и не се наказва от закона. Елица – млада, красива, трудолюбива и свободолюбива девойка бива открадната от Банко и неговите съдружници. Тя прави няколко неуспешни опита да избяга, но след като не успява, се моли на Банко поне той да я вземе за жена, а да не я дава на невзрачния младоженец, за когото я е откраднал. Банко обаче държи на мъжката си дума. По-късно обаче той разбира, че се е влюбил в нея и в края на филма бива убит, отстоявайки правото си да е с нея.

## Състав

### Актьорски състав
| Роля       | Изпълнител        |
| ---------- | ----------------- |
| Банко      | Григор Вачков     |
| Елица      | Мариана Димитрова |
| Динко      | Павел Поппандов   |
| Велко      | Велко Кънев       |
| Гельо      | Теофил Баделов    |
| Петко      | Георги Димитров   |
| Кара Кольо | Никола Тодев      |
| Илчо       | Траян Янков       |
| Манчо      | Борис Манасиев    |
| Кръчмарят  | Стоян Пагалов     |
| Щърбата    | Калина Папазова   |
|            | М. Бойкова        |
|            | Г. Бакалова       |
|            | Ем. Шарков        |

и жителите на селата: Ковачевица, Горно Дряново, Гърмен, Долен, Делчево

### Творчески и технически екип
| Сценарий              | Николай Хайтов                                  |
| Режисьор              | Едуард Захариев                                 |
| Оператор              | Радослав Спасов                                 |
| Художник              | Ангел Ахрянов                                   |
| Музика                | Кирил Дончев                                    |
| Монтаж                | Надежда Ценова                                  |
| Асистенти по монтажа  | Мария Въжарова Сузана Симеонова                 |
| Звук                  | Петър Върбанов                                  |
| Тонтехник             | Валентин Грънчаров                              |
| Художник на костюмите | Петър Горанов                                   |
| Редактори             | Свобода Бъчварова Никола Тихолов                |
| Втори режисьор        | Абдул Муаин Оюнелсуд                            |
| Асистент-режисьори    | Сергей Гяуров Емилия Василева Константин Цилев  |
| Втори оператор        | Пламен Сомов                                    |
| Асистент-оператори    | Иво Фурнаджиев Лалчо Динев Чавдар Витанов       |
| Осветление            | Борислав Марков                                 |
| Фото                  | Станка Влахова                                  |
| Грим                  | Магдалена Караманова                            |
| Гардероб              | Лиляна Цончева Лиляна Георгиева                 |
| Реквизит              | Венета Минчева                                  |
| Консултанти           | Александър Луков Петър Клявков Христо Коюмджиев |
| Заместник-директор    | Кирил Лапачки                                   |
| Организатори          | Ангел Николов Никола Бонев                      |
| Директор              | Радослав Божков                                 |

## Награди
- Награда за операторска работа на Радослав Спасов от Съюза на българските филмови дейци, 1977;
- Голяма награда „Златен козирог“ на актрисата Мариана Димитрова от Международния филмов фестивал в Техеран, 1977;
- Награда за мъжка роля на Григор Вачков и награда за женска роля на Мариана Димитрова от Фестивала на българския игрален филм – Варна, 1978;
- Награда за един от трите най-добри филми, Антверпен, 1978.